# Aldea Beleiro
Aldea Beleiro est une localité rurale argentine située dans le département de Río Senguer, dans la province de Chubut.

## Histoire
Elle a été fondée par l'un de ses colons, Rafael Beleiro, dont le nom rappelle celui du 22 septembre 1922, un marchand qui s'est d'abord installé à Alto Río Mayo. En 1910, il est arrivé dans le village alors qu'il n'avait que 19 ans, avec Apolinario Aramis Lima, avec qui ils ont ouvert un magasin pour faire du commerce avec les autochtones de la région.
L'anniversaire de la commune rurale Aldea Beleiro et de son école est célébré le 22 septembre, qui est considéré comme la date de fondation puisqu'à cette époque, l'école nationale no 71 Policía Federal Argentina a été créée. Au fil des années et du développement de l'école, de plus en plus de familles se sont installées et c'est ainsi que s'est développée cette petite ville frontalière, située à quelques kilomètres de la frontière avec le Chili et sur les rives du lac Margarita.

## Démographie
La localité compte 258 habitants (Indec, 2010), ce qui représente une augmentation de 163,27 % par rapport au précédent recensement de 2001 qui comptait 121 habitants.